# Eloisa to Abelard

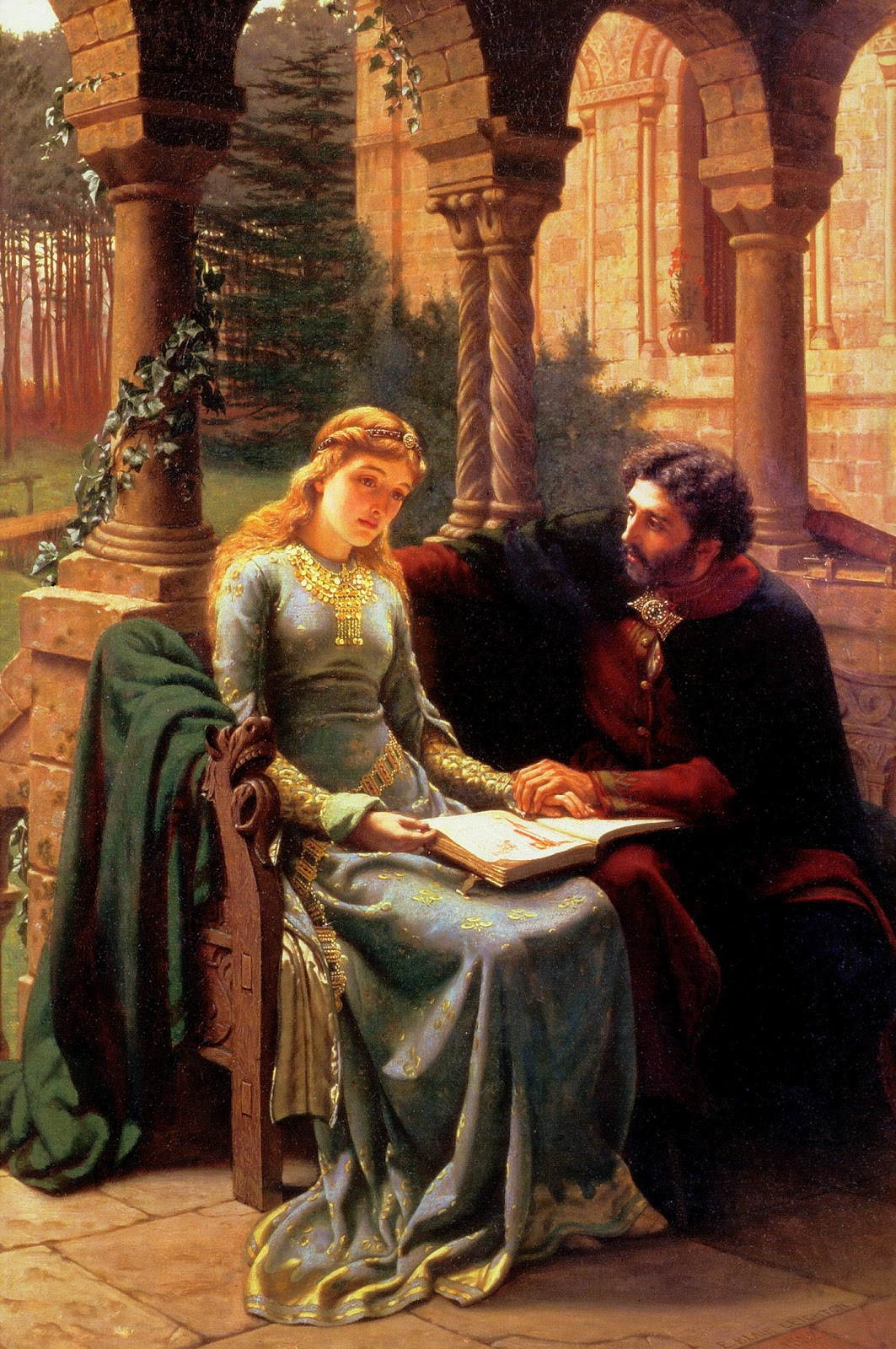
Abélard et son élève Héloïse par Edmund Leighton, 1882.

Eloisa to Abelard (en français, Héloïse à Abélard) est une épître en vers d'Alexandre Pope publiée en 1717 et basée sur une histoire médiévale bien connue, la romance entre Abélard et son élève Héloïse. Elle est elle-même une imitation d'un genre poétique latin, et sa célébrité immédiate a donné lieu à un grand nombre d'imitations anglaises pendant le reste du siècle, ainsi qu'à d'autres poèmes plus librement inspirés de ses thèmes par la suite. Des traductions plus ou moins fidèles sont apparues dans toute l'Europe, à partir des années 1750, pour atteindre leur apogée à la fin du XVIIIe siècle et au début du XIXe. Elles sont à l'avant-garde de l'abandon du classicisme et de la primauté de l'émotion sur la raison, qui annoncent le romantisme. Les représentations artistiques des thèmes du poème ont souvent été reproduites sous forme de gravures illustrant le poème ; il y a également eu des peintures en France des lectrices de la correspondance amoureuse entre les amants.

## Le poème et son contexte
Le poème de Pope a été publié en 1717 dans un petit volume intitulé The Works of Mr Alexander Pope (Les Œuvres de M. Alexander Pope). Il était accompagné de deux autres poèmes, l'Élégie à la mémoire d'une malheureuse dame et la version originale de l'"Ode sur le jour de la Sainte-Cécile". La popularité du poème est telle qu'il est réédité en 1720 avec le nouveau titre "Verses to the memory of an unfortunate lady" et plusieurs autres poèmes élégiaques de différents auteurs.
« Éloise à Abélard » est une épître héroïque ovidienne dont Pope avait publié un exemple traduit du latin en 1714, « Sappho à Phaon ». Son propre exercice original dans ce genre s'inspire de l'histoire du XIIe siècle de l'amour illicite et du mariage secret d'Héloïse d'Argenteuil pour son professeur Pierre Abélard, un célèbre philosophe parisien d'une vingtaine d'années son aîné. Après leur liaison et leur mariage, sa famille se vengea brutalement d'Abélard en le castrant, après quoi il entra dans un monastère et força Héloïse à devenir religieuse. Tous deux menèrent alors des carrières monastiques relativement réussies. Des années plus tard, Abélard achève l' Historia Calamitatum (Histoire des malheurs), conçue comme une lettre de consolation à un ami. Lorsqu'elle tombe entre les mains d'Héloïse, sa passion pour lui se réveille et ils échangent quatre lettres écrites dans un style latin orné. Pour tenter de donner un sens à leur tragédie personnelle, ils explorent la nature de l'amour humain et divin. Cependant, l'incompatibilité de leurs points de vue masculin et féminin a rendu le dialogue douloureux pour chacun d'entre eux.
Dans le poème de Pope, Eloisa confesse l'amour refoulé que sa lettre a réveillé. Elle se souvient de leur ancienne vie commune et de ses conséquences violentes, comparant l'état heureux de "l'irréprochable Vestale" à sa propre reviviscence de la passion et du chagrin passés. Ce souvenir rend le paysage lugubre "et insuffle aux bois une horreur plus brune" (ligne 170). Il perturbe l'accomplissement de ses offices religieux, où l'image d'Abélard "s'interpose entre mon Dieu et moi" (ligne 267). Mais, puisque les relations entre eux sont désormais impossibles, elle lui conseille de s'éloigner de son souvenir et attend avec impatience la libération de la mort où "une tombe aimable" les réunira (ligne 343).
Pope est né catholique et l'on peut donc supposer qu'il a une connaissance de l'histoire et qu'il y porte un intérêt particulier. Il disposait cependant d'une source récemment publiée pour l'inspirer et guider ses lecteurs. Il s'agit des Lettres d'Abélard et d'Héloïse : avec un récit particulier de leur vie, de leurs amours et de leurs malheurs par le poète John Hughes, qui a été publié pour la première fois en 1713 et qui a connu de nombreuses éditions au cours du siècle suivant et au-delà. Il y a plusieurs cas où Pope dépend directement de la version des lettres de Hughes.Par exemple, lorsque Héloïse s'exclame : "Parmi ceux qui sont mariés à Dieu, je sers un homme ; parmi les héroïques partisans de la croix, je suis une pauvre esclave d'une passion humaine ; à la tête d'une communauté religieuse, je ne suis dévouée qu'à Abélard". L'Eloïse de Pope condense cela dans les lignes suivantes :
En français :

## Imitations et réponses
Les dernières lignes du poème de Pope semblent presque inviter les autres à réagir :
Such if there be, who love so long, so well; Let him our sad, our tender story tell; The well-sung woes will soothe my pensive ghost; He best can paint 'em, who can feel 'em most.
En français :
S'il y en a, qui aiment si longtemps, si bien ; Qu'il raconte notre triste, notre tendre histoire ; Les malheurs bien chantés apaiseront mon fantôme pensif ; Celui qui peut le mieux les peindre, celui qui peut le plus les ressentir.
Que cela ait été délibéré ou non, quelque dix-sept imitations et parodies de son poème avaient été écrites à la fin du siècle, toutes sauf deux se présentant comme la réponse d'Abélard à Eloisa et écrites en couplets héroïques. Bien que le poème de Pope ait été la principale source d'inspiration et qu'il ait été fréquemment mentionné par les auteurs dans leurs préfaces, il y avait toujours le volume de Hughes avec son récit historique en arrière-plan. Dans les éditions ultérieures, la dépendance entre les deux a été soulignée par l'inclusion d'abord du poème de Pope (à partir de 1755), puis de certaines des principales réponses dans les éditions suivantes.
 
Les poèmes en question sont les suivants :

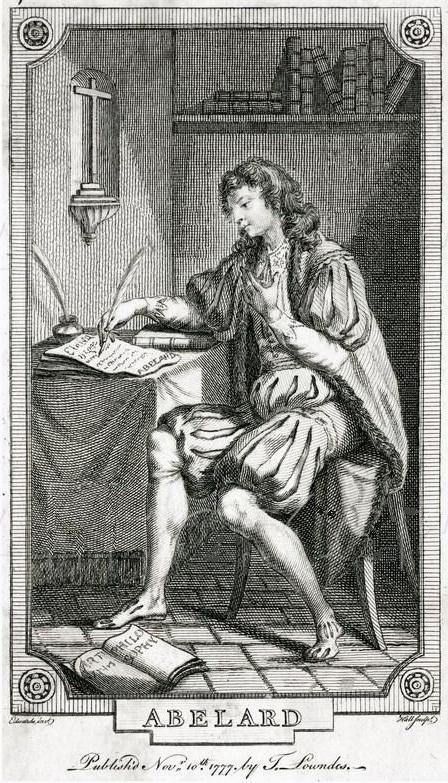
Abélard négligeant ses études philosophiques pour écrire à Eloisa, conçu par Edward Edwards (Londres 1777).

Abelard to Eloisa (1720) de Judith (Cowper) Madan, une disciple de Pope qui publia son poème anonymement avant l'âge de 20 ans. En écrivant ce poème d'un point de vue masculin, elle s'est rapprochée de Pope, qui avait adopté une identité féminine dans son poème. Pendant un certain temps, le poème a été attribué à tort à William Pattison, en raison de sa présence inexplicable dans ses Poetical Works (1728). Commençant par le vers "As in my Cell, low prostrate on the Ground", son poème est apparu sous l'une ou l'autre version de ses noms dans quelque treize miscellanées publiées entre 1747 et 1785. Souvent, il y accompagne le poème de Pope, voire est jumelé au sien afin de rendre la correspondance plus claire, comme dans le recueil The Unfortunate Lovers, two admirable poems (1756).

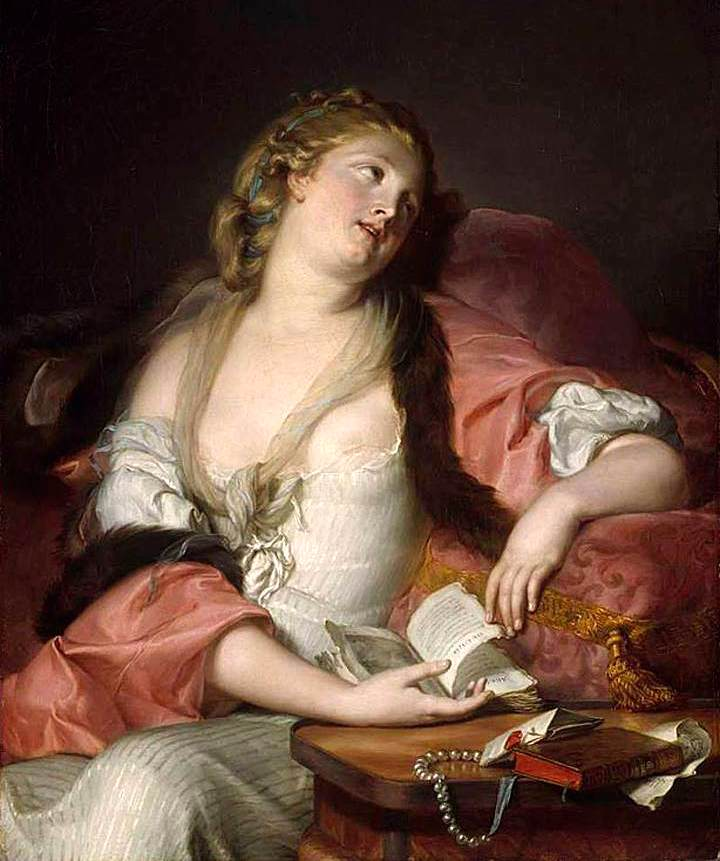
Bernard d'Agesci, Dame lisant les lettres d'Héloïse et d'Abélard (vers 1780).

Fragment d'une épître d'Abélard à Eloïse (1721) par Charles Beckingham, une réprimande qui rappelle Eloïse à la bienséance.
Abelard à Eloisa (1725) par "Petrus Abelardus" [Richard Barford], "dans lequel nous pouvons observer à quel point nous pouvons élever les sentiments de notre cœur, lorsque nous possédons beaucoup d'esprit et de connaissances, avec un amour très violent".
Abelard à Eloisa, en réponse à Eloisa to Abelard de Mr Pope (1725) par James Delacour(t).
Abélard à Eloïse (1747) par James Cawthorn. Cette réponse, qui présente de nombreux échos de l'original de Pope, a été fréquemment réimprimée au cours des premières décennies du XIXe siècle.
Abélard à Eloïse par une main inconnue.
Abelard to Eloisa, par un gentleman de Cambridge (1760).
Abelard to Eloisa par Oliver Jaques dans The London Chronicle (19-22 octobre 1765) ; Abelard y est représenté comme ayant presque conquis sa passion.

Dans le recueil Poems, qui a reçu un accueil défavorable : Contenant I. Semira, une élégie ; II. Abélard à Eloisa ; III. Ambition, (1778). L'épître à Eloïse a été publiée séparément par Samuel Birch (1757-1841).

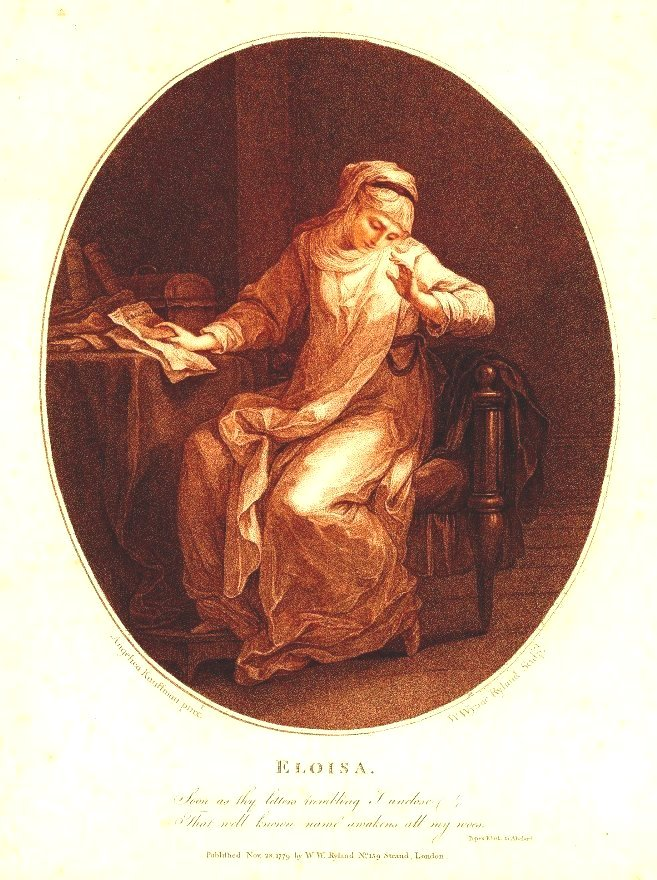
Eloisa lit la lettre d'Abélard : une copie de 1779 du tableau d'Angelica Kauffmann.

Abélard à Eloïse : épître poétique, nouvelle tentative parue anonymement en 1782, suivie d'une version révisée se réclamant de la "quatrième édition" vers 1784. Cette dernière était accompagnée de deux épîtres en vers supplémentaires, "Leonora à Tasso" et "Ovide à Julia", ainsi que d'autres poèmes et traductions. Il y est également mentionné que le poème a été écrit à l'origine en 1777 ; à peu près le même texte a été reproduit dans l'édition de 1787 des Lettres d'Abélard et d'Héloïse de Hughes, avec l'information supplémentaire qu'il avait été écrit en 1777 par un "M. Seymour".
Abélard à Eloïse : An Epistle de Thomas Warwick (1783). Elle fut suivie au début de l'année 1785 d'une version augmentée et remaniée intitulée Abelard to Eloisa : An epistle, avec un nouveau récit de leur vie et des références à leur correspondance originale.
Abelard to Eloisa par Edward Jerningham (1792). Également catholique, Jerningham donne une meilleure idée du contexte historique, en particulier de la querelle avec Bernard de Clairvaux et de ce que Jerningham appelle sa "sentence d'excommunication", des détails disponibles dans Hughes mais repris par aucun autre poète.
Une lutte entre la religion et l'amour, dans une épître d'Abélard à Eloisa par Sarah Farrell (1792).
Abelard to Eloisa de Lady Sophia Burrell (1753-1802), écrit en couplets héroïques et publié comme "par une dame" dans ses Poems (1793). Cette œuvre s'est montrée hostile au monachisme et a négligé de présenter le cadre comme étant médiéval.

Abélard à Eloisa, dans un premier recueil de poèmes de Walter Savage Landor (1795). Dans sa préface, Landor évoque la difficulté de suivre Pope, mais un commentateur a suggéré qu'il connaissait également les lettres de Hughes.

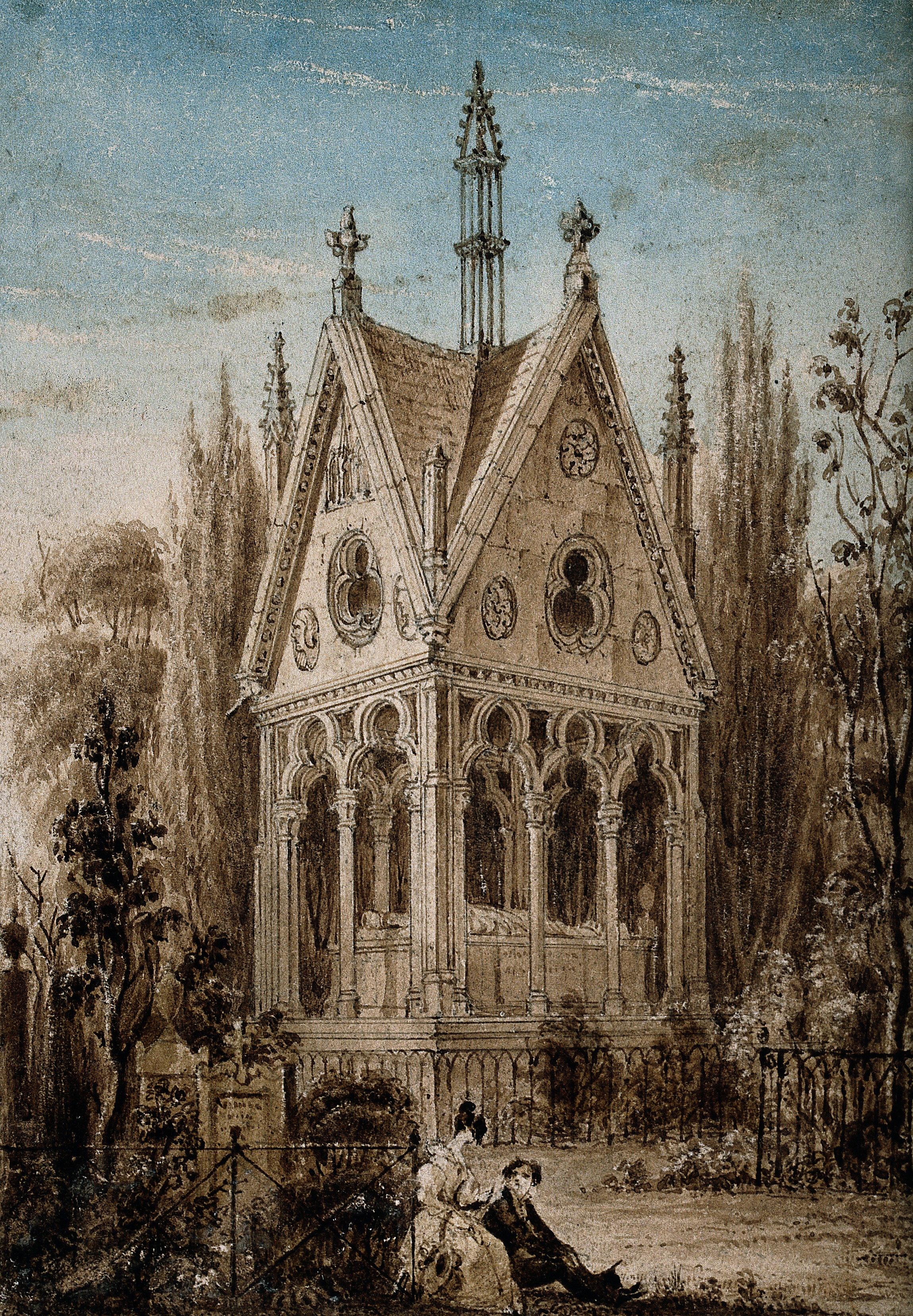
Le monument Abélard et Héloïse du cimetière du Père Lachaise, une impression couleur de 1831.

### Élargissement du genre
Au-delà de ces imitations directes, le poème de Pope a inspiré des épîtres héroïques entre d'autres couples. Charles Augustine Lea déclara sur la page de titre que son "Eliza to Comus, an epistle" (« Eliza à Comus, une épître ») (1753) avait été écrite comme une imitation. Notant l'excès de verbiage redondant par rapport au style concis de Pope, le Monthly Review a cependant réprimandé l'auteur pour sa comparaison indiscrète . Les épîtres poétiques de Chrysostome et Marcella (Dublin 1777) se décrivent elles aussi comme "dédiées à la mémoire d'Abélard et d'Eloisa". Puis, en 1785, la quatrième édition de l'imitation de Seymour était accompagnée de deux autres épîtres, « Léonora au Tasse » et « Ovide à Julia ».
Le genre devait être élargi par deux autres imitations dont le succès humoristique leur valut de fréquentes réimpressions. Le premier était l'intelligente « Élégie écrite dans une salle de réunion vide » de Richard Owen Cambridge (1756). Bien que sa préface décrit le poème comme « étant une parodie des passages les plus remarquables de la célèbre épître d' Éloise à Abélard », son titre le place également parmi les parodies contemporaines de l'Élégie de Gray écrite dans un cimetière de campagne dont le but était de donner eux un cadre improbable. L'imitation de lignes de l'épître du Pape dans ce contexte ajoute un nouveau niveau de subtilité.